# Morti il 9 dicembre
| Questa pagina contiene informazioni ricavate automaticamente dalle voci biografiche con l'ausilio del template Bio e di un bot. L'aggiornamento è periodico e automatico e ricostruisce completamente la pagina. Se manca una persona in questa lista, sei pregato di non aggiungerla, ma accertati piuttosto che la sua voce biografica contenga il template Bio e che i dati anagrafici siano correttamente compilati. Se il template Bio manca, inseriscilo tu stesso o, in alternativa, metti l'avviso {{tmp\|Bio}} che ne segnala la mancanza. Se i dati riportati sono sbagliati, correggi direttamente la voce biografica; le modifiche saranno visibili in questa lista entro pochi giorni. Per chiarimenti vedi il progetto biografie. La lista contiene solo le 495 persone che sono citate nell'enciclopedia e per le quali è stato implementato correttamente il template Bio. Pagina aggiornata al 17 ago 2025. |

## IV secolo(1)
- 304 - Leocadia di Toledo, santa spagnola

## VII secolo(1)
- 638 - Sergio I di Costantinopoli, arcivescovo e politico bizantino

## VIII secolo(1)
- 748 - Nasr ibn Sayyar (n. 663)

## X secolo(1)
- 972 - Fujiwara no Koretada, poeta, nobile e politico giapponese (n. 924)

## XII secolo(3)
- 1117 - Pedro Ansúrez, politico e militare spagnolo
- 1117 - Gertrude di Brunswick, nobildonna tedesca
- 1165 - Malcolm IV di Scozia, re scozzese (n. 1141)

## XIII secolo(3)
- 1235 - Robert Fitzwalter, condottiero e nobile inglese
- 1242 - Richard le Gras, abate e politico inglese
- 1268 - Vaišvilkas, sovrano lituano

## XIV secolo(2)
- 1368 - Giovanni di Kleve, conte
- 1396 - Tommaso Ammanati, cardinale e vescovo cattolico italiano

## XV secolo(5)
- 1410 - Pierre de Thury, cardinale e vescovo cattolico francese
- 1437 - Sigismondo di Lussemburgo, sovrano (n. 1368)
- 1449 - Maria d'Aragona, nobile italiana (n. 1425)
- 1475 - Luigi di Lussemburgo-Saint-Pol, generale francese (n. 1418)
- 1497 - Giovanni Giacomo Schiaffinato, cardinale e vescovo cattolico italiano (n. 1451)

## XVI secolo(8)
- 1510 - Luis Juan de Milá, cardinale e vescovo cattolico spagnolo
- 1538 - Henry Courtenay, I marchese di Exeter, nobile britannico
- 1544 - Teofilo Folengo, poeta italiano (n. 1491)
- 1551 - Scipione Capece, giurista e poeta italiano
- 1552 - Rodrigo Ronquillo, militare e nobile spagnolo (n. 1471)
- 1565 - Papa Pio IV, papa, vescovo cattolico e cardinale italiano (n. 1499)
- 1568 - Fernando de Valdés y Salas, politico e vescovo spagnolo (n. 1483)
- 1573 - André de Resende, umanista e archeologo portoghese

## XVII secolo(16)
- 1606 - Dervish Mehmed Pascià, politico e militare ottomano (n. 1569)
- 1620 - Orazio Lancellotti, cardinale italiano (n. 1571)
- 1624 - Flaminio Scala, attore teatrale e comico italiano (n. 1552)
- 1631 - Liborius Wagner, presbitero tedesco (n. 1593)
- 1635 - Sofia di Sassonia, principessa sassone (n. 1587)
- 1636 - Fabian Birkowski, scrittore polacco (n. 1566)
- 1636 - Giovanni da San Giovanni, pittore italiano (n. 1592)
- 1640 - Pietro Fourier, presbitero francese (n. 1565)
- 1641 - Francesco III Boncompagni, cardinale e arcivescovo cattolico italiano (n. 1592)
- 1641 - Antoon van Dyck, pittore fiammingo (n. 1599)
- 1668 - Filippo Briezio, gesuita, storico e cartografo francese (n. 1601)
- 1669 - Papa Clemente IX, papa, arcivescovo cattolico e cardinale italiano (n. 1600)
- 1674 - Edward Hyde, I conte di Clarendon, storico e politico inglese (n. 1609)
- 1678 - Robert Nanteuil, pittore e incisore francese (n. 1623)
- 1683 - John Oldham, poeta inglese (n. 1653)
- 1694 - Paolo Segneri, gesuita, scrittore e predicatore italiano (n. 1624)

## XVIII secolo(27)
- 1706 - Pietro II del Portogallo, re portoghese (n. 1648)
- 1709 - Nicolaes Visscher, disegnatore, incisore e editore olandese (n. 1618)
- 1715 - Benedetto Gennari junior, pittore italiano (n. 1633)
- 1718 - Vincenzo Maria Coronelli, geografo, cartografo e cosmografo italiano (n. 1650)
- 1718 - Tommaso Nardini, pittore italiano (n. 1658)
- 1729 - Nicolaus Hieronymus Gundling, giurista e filosofo tedesco (n. 1671)
- 1738 - Ferdinando Maria Innocenzo di Baviera, principe e generale tedesco (n. 1699)
- 1740 - Maria Maddalena Trenta, nobildonna e religiosa italiana (n. 1670)
- 1742 - Tiberio Carafa, militare e letterato italiano (n. 1669)
- 1742 - Carlo Vincenzo Maria Ferrero Thaon, cardinale e vescovo cattolico italiano (n. 1682)
- 1742 - Giovanni Minotto Ottoboni, arcivescovo cattolico italiano (n. 1675)
- 1743 - Louis de Pardaillan de Gondrin, nobile francese (n. 1707)
- 1743 - Francesco di Monaco, principe monegasco (n. 1726)
- 1753 - Scipione Cignaroli, pittore italiano (n. 1690)
- 1767 - Johann Jacob Haid, incisore tedesco (n. 1704)
- 1770 - Gottlieb Muffat, compositore, clavicembalista e organista tedesco (n. 1690)
- 1775 - Robert Livingston, avvocato e politico statunitense (n. 1718)
- 1776 - Franz Heinrich von Dalberg, nobile e politico tedesco (n. 1716)
- 1777 - Charles Knowles, I baronetto, ammiraglio britannico (n. 1704)
- 1781 - Thomas Fairfax, VI lord Fairfax di Cameron, militare britannico (n. 1693)
- 1782 - Lodovico Calini, cardinale italiano (n. 1696)
- 1782 - Heinrich Wilhelm Muzell, ufficiale e diplomatico prussiano (n. 1723)
- 1783 - Vittoria Ligari, pittrice italiana (n. 1713)
- 1790 - Joseph d'Albert, politico, magistrato e nobile francese (n. 1721)
- 1798 - Johann Reinhold Forster, pastore protestante e naturalista tedesco (n. 1729)
- 1799 - Agostino Bossi, stuccatore italiano (n. 1740)
- 1799 - Bartolomeo Cavaceppi, scultore italiano

## XIX secolo(44)
- 1808 - Marianne Kirchgeßner, pianista tedesca (n. 1769)
- 1811 - Friedrich Lothar von Stadion, politico, diplomatico e religioso tedesco (n. 1761)
- 1814 - Niccolò Andria, medico e filosofo italiano (n. 1747)
- 1814 - Joseph Bramah, inventore britannico (n. 1748)
- 1814 - Agostino Colaianni, vescovo cattolico italiano (n. 1751)
- 1815 - Giuseppe Bossi, pittore, scrittore e collezionista d'arte italiano (n. 1777)
- 1822 - François André Dejean, vescovo cattolico francese (n. 1748)
- 1824 - Anne-Louis Girodet de Roussy-Trioson, pittore, illustratore e incisore francese (n. 1767)
- 1830 - Heinrich Christian Friedrich Schumacher, medico e botanico danese (n. 1757)
- 1833 - Dominique-Joseph Garat, scrittore e politico francese (n. 1749)
- 1838 - Pierre-René Choudieu, politico, generale e rivoluzionario francese (n. 1761)
- 1844 - Giovanni Jatta, magistrato e archeologo italiano (n. 1767)
- 1844 - Giuseppe Sercognani, patriota italiano (n. 1781)
- 1847 - Ciro Cuciniello, architetto italiano (n. 1784)
- 1850 - Antoine Germain Labarraque, chimico e farmacista francese (n. 1777)
- 1851 - Ramón Freire, generale e politico cileno (n. 1787)
- 1853 - Pietro Pestagalli, architetto e ingegnere italiano
- 1854 - Almeida Garrett, scrittore portoghese (n. 1799)
- 1858 - Georg Brunsig von Brun, generale prussiano (n. 1789)
- 1866 - Jean-Hilaire Belloc, pittore francese (n. 1786)
- 1867 - Johann Nikolaus von Dreyse, inventore e ingegnere tedesco (n. 1787)
- 1868 - Pierre Carmouche, drammaturgo, librettista e cantautore francese (n. 1797)
- 1869 - August von Stwrtnik, generale austriaco (n. 1790)
- 1871 - Enrichetta Di Lorenzo, rivoluzionaria e patriota italiana (n. 1820)
- 1871 - Josef Mánes, pittore ceco (n. 1820)
- 1875 - Adolph Schroedter, pittore tedesco (n. 1805)
- 1876 - John Esmonde, X baronetto, politico irlandese (n. 1826)
- 1879 - Alexander Sadebeck, geologo e mineralogista tedesco (n. 1843)
- 1880 - Joseph W. Brown, generale statunitense (n. 1793)
- 1881 - Thomas François Burgers, politico boero (n. 1834)
- 1881 - Karl Culmann, ingegnere tedesco (n. 1821)
- 1882 - Luisa di Anhalt-Bernburg, nobile (n. 1799)
- 1883 - Ulysse Butin, pittore francese (n. 1838)
- 1883 - François Lenormant, assiriologo e numismatico francese (n. 1837)
- 1884 - Federico Campanella, patriota e politico italiano (n. 1804)
- 1885 - Auguste Hussenot, pittore e decoratore francese (n. 1799)
- 1885 - Agostino Moschetti, politico italiano (n. 1824)
- 1887 - Isaac Smith Kalloch, politico statunitense (n. 1832)
- 1888 - Maria Brignole Sale De Ferrari, filantropa italiana (n. 1811)
- 1889 - Friedrich Dahn, attore teatrale tedesco (n. 1811)
- 1889 - Verdicenan Kadin, principessa abcasa (n. 1825)
- 1890 - Laurencin, drammaturgo e librettista francese (n. 1806)
- 1892 - Ernst Klimt, pittore austriaco (n. 1864)
- 1893 - Federico Maldarelli, pittore e scultore italiano (n. 1826)

## XX secolo(253)
- 1903 - Sebastián Herrero Espinosa de los Monteros, cardinale e arcivescovo cattolico spagnolo (n. 1822)
- 1903 - Adolf von Hansemann, imprenditore e banchiere tedesco (n. 1826)
- 1905 - Richard Claverhouse Jebb, politico e traduttore scozzese (n. 1841)
- 1906 - Ferdinand Brunetière, scrittore e storico francese (n. 1849)
- 1907 - Elizabeth Neall Gay, attivista statunitense (n. 1819)
- 1907 - Eva Nansen, mezzosoprano norvegese (n. 1858)
- 1908 - José Alcoverro, scultore spagnolo (n. 1835)
- 1908 - Oliver Wolcott Gibbs, chimico statunitense (n. 1822)
- 1909 - Vittorio De Asarta, ingegnere, imprenditore e politico italiano (n. 1850)
- 1909 - Hermann von Kaulbach, pittore tedesco (n. 1846)
- 1910 - Emily Curzon-Howe, nobildonna inglese (n. 1836)
- 1910 - Laza Kostić, scrittore, poeta e politico serbo (n. 1841)
- 1911 - Bernardo Maria di Gesù, presbitero italiano (n. 1831)
- 1912 - Francesco Curci, imprenditore e editore italiano (n. 1823)
- 1912 - Carl Justi, storico dell'arte tedesco (n. 1832)
- 1913 - Franz Kullak, pianista e compositore tedesco (n. 1844)
- 1914 - Giuseppina Cattani, medico italiano (n. 1859)
- 1914 - Arthur van Gehuchten, neurologo belga (n. 1861)
- 1915 - Hans Gross, criminologo austriaco (n. 1847)
- 1915 - Stephen Phillips, poeta e drammaturgo inglese (n. 1864)
- 1915 - William West, attore statunitense (n. 1856)
- 1916 - Aristide Claris, giornalista francese (n. 1843)
- 1916 - Achille De Giovanni, medico e politico italiano (n. 1838)
- 1916 - Émile Fisseux, arciere francese (n. 1862)
- 1916 - Paul Leroy-Beaulieu, economista e saggista francese (n. 1843)
- 1916 - Natsume Sōseki, scrittore giapponese (n. 1867)
- 1916 - Théodule-Armand Ribot, psicologo francese (n. 1839)
- 1917 - Aleksandr Dmitrievič Obolenskij, nobile e politico russo (n. 1847)
- 1917 - Luigi de Campi, archeologo, storico e politico italiano (n. 1846)
- 1919 - Władysław Kulczyński, aracnologo polacco (n. 1854)
- 1919 - Oreste Tommasini, storico italiano (n. 1844)
- 1920 - George Browne, giocatore di baseball statunitense (n. 1876)
- 1920 - Mollie McConnell, attrice statunitense (n. 1865)
- 1921 - Arthur Pearson, giornalista e editore britannico (n. 1866)
- 1922 - Ivan Jakovlevič Žilin, rivoluzionario e politico russo (n. 1871)
- 1925 - Eugène Gigout, compositore e organista francese (n. 1844)
- 1925 - Pablo Iglesias Posse, politico e sindacalista spagnolo (n. 1850)
- 1925 - Harry L. Rattenberry, attore statunitense (n. 1857)
- 1925 - Herman Schalow, ornitologo tedesco (n. 1852)
- 1927 - Franz Rohr von Denta, generale austro-ungarico (n. 1854)
- 1928 - Gabriel Llompart y Jaume Santandreu, vescovo cattolico spagnolo (n. 1862)
- 1930 - Gaspare Di Maio, commediografo italiano (n. 1872)
- 1930 - Rube Foster, giocatore di baseball e allenatore di baseball statunitense (n. 1879)
- 1931 - Antonio Salandra, politico e giurista italiano (n. 1853)
- 1932 - Isa ibn Ali Al Khalifa, sovrano bahreinita (n. 1848)
- 1932 - Begum Rokeya, scrittrice indiana (n. 1880)
- 1933 - Julius Falkenstein, attore tedesco (n. 1879)
- 1933 - Alfonso Ferrero, scrittore italiano (n. 1873)
- 1934 - Manuel Márquez Sterling, politico, giornalista e scacchista cubano (n. 1872)
- 1934 - Alceste de Ambris, sindacalista, giornalista e politico italiano (n. 1874)
- 1936 - Antonino Calabretta, ingegnere navale italiano (n. 1855)
- 1936 - Ludwig Hautzmayer, militare e aviatore austro-ungarico (n. 1893)
- 1936 - Harold Kauffman, tennista statunitense (n. 1875)
- 1936 - Arvid Lindman, politico svedese (n. 1862)
- 1936 - Lottie Pickford, attrice canadese (n. 1893)
- 1936 - Magnus Wegelius, tiratore a segno e ginnasta finlandese (n. 1884)
- 1936 - Juan de la Cierva, ingegnere, inventore e aviatore spagnolo (n. 1895)
- 1937 - Nils Gustaf Dalén, fisico svedese (n. 1869)
- 1938 - Paul Eichelmann, calciatore tedesco (n. 1879)
- 1938 - Albert Eschenlohr, calciatore tedesco (n. 1898)
- 1938 - Johannes van Laar, chimico olandese (n. 1860)
- 1939 - Michele Paleari, calciatore italiano (n. 1900)
- 1939 - Anna Pavlovna Pribylëva-Korba, rivoluzionaria russa (n. 1849)
- 1940 - Giovanni di Castri, militare italiano (n. 1910)
- 1940 - Luigi Gallo, militare italiano (n. 1915)
- 1940 - Pietro Maletti, generale italiano (n. 1880)
- 1940 - Gladwyn Kingsley Noble, zoologo statunitense (n. 1894)
- 1940 - Guido Pallotta, militare italiano (n. 1901)
- 1940 - Enrico Ricci, militare e politico italiano (n. 1891)
- 1940 - Sergio Sartof, ufficiale e aviatore italiano (n. 1913)
- 1941 - Eduard von Böhm-Ermolli, generale austro-ungarico (n. 1856)
- 1941 - Elena Lunda, attrice italiana (n. 1901)
- 1941 - Dmitrij Sergeevič Merežkovskij, scrittore russo (n. 1865)
- 1941 - Walter Neumann-Silkow, generale tedesco (n. 1894)
- 1942 - Oskari Mantere, politico finlandese (n. 1874)
- 1942 - Francesco Pardi, medico e politico italiano (n. 1869)
- 1942 - Angelo Zanelli, scultore italiano (n. 1879)
- 1943 - George Cooper, attore statunitense (n. 1892)
- 1943 - Georges Dufrénoy, pittore francese (n. 1870)
- 1943 - Charles L. Gaskill, regista, sceneggiatore e attore statunitense (n. 1870)
- 1943 - Bartolomeo Grassa, partigiano italiano (n. 1897)
- 1943 - Saverio Papandrea, partigiano italiano (n. 1920)
- 1943 - Avgust Pirjevec, critico letterario, bibliotecario e lessicografo sloveno (n. 1887)
- 1943 - Gennaro Tescione, militare italiano (n. 1916)
- 1944 - Giannino Bosi, partigiano italiano (n. 1920)
- 1944 - Laird Cregar, attore statunitense (n. 1913)
- 1944 - Jole De Cillia, partigiana italiana (n. 1921)
- 1944 - Sergio Kasman, partigiano italiano (n. 1920)
- 1945 - Yun Chi-ho, politico e educatore sudcoreano (n. 1864)
- 1946 - Giuseppe Aprea, pittore italiano (n. 1876)
- 1946 - Shekib Arslan, politico e scrittore libanese (n. 1869)
- 1946 - Auguste Mallet, ciclista su strada francese (n. 1913)
- 1948 - Theodore Christianson, politico statunitense (n. 1883)
- 1948 - Elemír Halász-Hradil, pittore slovacco (n. 1873)
- 1949 - Guido Guidotti, generale e politico italiano (n. 1871)
- 1949 - John Mackenzie, velista britannico (n. 1876)
- 1949 - Arthur Sundbye, ginnasta e multiplista statunitense (n. 1879)
- 1950 - Tytus Maksymilian Huber, ingegnere polacco (n. 1872)
- 1950 - Oscar Osthoff, sollevatore statunitense (n. 1883)
- 1950 - Gino Starace, pittore e illustratore italiano (n. 1859)
- 1951 - Paolo William Tamburella, produttore cinematografico, sceneggiatore e regista statunitense (n. 1910)
- 1952 - Richard Reading, politico statunitense (n. 1882)
- 1952 - Agostino degli Espinosa, saggista e romanziere italiano (n. 1904)
- 1953 - Isaj Aleksandrovič Dobrovejn, pianista, compositore e direttore d'orchestra russo (n. 1891)
- 1954 - Josef Escher, avvocato e politico svizzero (n. 1885)
- 1954 - Mario Giacomo Levi, chimico italiano (n. 1878)
- 1954 - Bill McGowan, arbitro di baseball statunitense (n. 1896)
- 1955 - Adriana Budevska, attrice teatrale bulgara (n. 1878)
- 1955 - Abram Michajlovič Dragomirov, generale russo (n. 1868)
- 1955 - Giuseppe Nogara, arcivescovo cattolico italiano (n. 1872)
- 1956 - Charles Joughin, cuoco inglese (n. 1878)
- 1956 - Albert Ward, regista e sceneggiatore britannico (n. 1870)
- 1956 - Hermann Weller, poeta e linguista tedesco (n. 1878)
- 1957 - Ezio Granelli, imprenditore italiano (n. 1880)
- 1957 - Luciano Magrini, giornalista e politico italiano (n. 1885)
- 1959 - Tony Canzoneri, pugile statunitense (n. 1908)
- 1959 - Giovanni Inghilleri, baritono italiano (n. 1894)
- 1959 - Frank König, calciatore, allenatore di calcio e arbitro di calcio svizzero (n. 1874)
- 1959 - Matvej Konstantinovič Muranov, rivoluzionario e politico sovietico (n. 1873)
- 1959 - Raffaele Pucci, politico e medico italiano (n. 1906)
- 1960 - Ettore Franceschini, politico italiano (n. 1889)
- 1962 - William Hirigoyen, rugbista a 15, bobbista e skeletonista francese (n. 1898)
- 1963 - Mary Gennaro Varale, alpinista italiana (n. 1895)
- 1963 - Perry Miller, storico statunitense (n. 1905)
- 1963 - László Széchy, schermidore ungherese (n. 1891)
- 1964 - Leone Boccali, giornalista italiano (n. 1902)
- 1964 - Louis Giddings, archeologo statunitense (n. 1909)
- 1964 - Edith Sitwell, poetessa e saggista inglese (n. 1887)
- 1965 - Gioacchino Armano, dirigente sportivo e calciatore italiano (n. 1883)
- 1965 - Joan Horan, arciera e nuotatrice irlandese (n. 1918)
- 1965 - Branch Rickey, giocatore di baseball, allenatore di baseball e dirigente sportivo statunitense (n. 1881)
- 1965 - Franco Sartori, pianista e compositore italiano (n. 1892)
- 1966 - Willem Boerdam, calciatore olandese (n. 1883)
- 1966 - Jurij Aleksandrovič Šaporin, compositore sovietico (n. 1887)
- 1967 - Johan Lauritzen, calciatore norvegese (n. 1891)
- 1967 - John O'Brien, arbitro di pallacanestro, dirigente sportivo e dirigente d'azienda statunitense (n. 1888)
- 1967 - Warwick Ward, attore e produttore cinematografico britannico (n. 1891)
- 1968 - Enoch L. Johnson, politico e criminale statunitense (n. 1883)
- 1968 - Eduardo Passarelli, attore italiano (n. 1903)
- 1968 - Harry Stenqvist, ciclista su strada svedese (n. 1893)
- 1969 - Carlo Allorio, vescovo cattolico italiano (n. 1891)
- 1969 - Leonardo Cilaurren, calciatore spagnolo (n. 1912)
- 1969 - Kurt Held, scrittore e poeta tedesco (n. 1897)
- 1969 - Giuseppe Monegato, artista, pittore e scultore italiano (n. 1903)
- 1969 - Sergej Stoljarov, attore sovietico (n. 1911)
- 1969 - Richard York, calciatore inglese (n. 1889)
- 1970 - Arnaldo Calzolari, calciatore e allenatore di calcio italiano (n. 1906)
- 1970 - Feroz Khan Noon, politico pakistano (n. 1893)
- 1970 - Artëm Ivanovič Mikojan, ingegnere, imprenditore e politico sovietico (n. 1905)
- 1970 - Bernardo Rogora, ciclista su strada e ciclocrossista italiano (n. 1911)
- 1971 - Ralph Bunche, politologo e diplomatico statunitense (n. 1904)
- 1971 - Giuseppe Carlo Catalano, prefetto e politico italiano (n. 1880)
- 1971 - Mahendra Nath Mulla, militare indiano (n. 1926)
- 1971 - Ira S. Webb, produttore cinematografico, scenografo e sceneggiatore statunitense (n. 1899)
- 1972 - Antonino Catarella, vescovo cattolico italiano (n. 1889)
- 1972 - Emil Otto Hoppé, fotografo tedesco (n. 1878)
- 1972 - Jaap Mol, calciatore olandese (n. 1912)
- 1972 - Louella Parsons, giornalista e scrittrice statunitense (n. 1881)
- 1973 - Giovanni Caviglia, calciatore italiano (n. 1902)
- 1973 - Fernand Desonay, linguista belga (n. 1899)
- 1973 - Mary Fuller, attrice e sceneggiatrice statunitense (n. 1888)
- 1973 - Urbain Wallet, calciatore francese (n. 1899)
- 1973 - Eva Zona, critica letteraria e traduttrice italiana (n. 1888)
- 1974 - Walter Guyton Cady, fisico e ingegnere statunitense (n. 1874)
- 1974 - Giuseppe Giustacchini, calciatore italiano (n. 1900)
- 1974 - Francesco Perri, scrittore e giornalista italiano (n. 1885)
- 1974 - Hans Traut, generale tedesco (n. 1895)
- 1975 - Camillo Bellieni, politico e storico italiano (n. 1893)
- 1975 - William A. Wellman, regista statunitense (n. 1896)
- 1975 - Faustino Zugno, politico e funzionario italiano (n. 1914)
- 1976 - Wes Ferrell, giocatore di baseball statunitense (n. 1908)
- 1976 - Oscar Moccia, funzionario e prefetto italiano (n. 1898)
- 1976 - Han van Senus, pallanuotista olandese (n. 1900)
- 1977 - Carlo Bersani, calciatore italiano (n. 1899)
- 1977 - Dionisio Calvo, cestista, nuotatore e allenatore di pallacanestro filippino (n. 1904)
- 1977 - Clarice Lispector, scrittrice, giornalista e traduttrice ucraina (n. 1920)
- 1977 - Norberto Perini, arcivescovo cattolico italiano (n. 1888)
- 1977 - Dario Poggi, bobbista italiano (n. 1909)
- 1978 - Eugenia Gilbert, attrice statunitense (n. 1902)
- 1978 - Ed Healey, giocatore di football americano statunitense (n. 1894)
- 1978 - Silvano Montanari, politico italiano (n. 1921)
- 1979 - Hjalmar Johansen, ginnasta danese (n. 1892)
- 1979 - James Neilson, regista, impresario teatrale e fotografo statunitense (n. 1909)
- 1979 - Franco Orgera, pentatleta italiano (n. 1908)
- 1979 - Camillo Pellizzi, saggista, sociologo e politologo italiano (n. 1896)
- 1979 - Fulton John Sheen, arcivescovo cattolico, scrittore e teologo statunitense (n. 1895)
- 1979 - Friedrich Stahl, generale tedesco (n. 1889)
- 1980 - Giorgio Balladore Pallieri, giurista e magistrato italiano (n. 1905)
- 1980 - Marcello Pagliero, sceneggiatore, regista e attore italiano (n. 1907)
- 1981 - Sisto Cavalli, calciatore svizzero (n. 1906)
- 1981 - Raffaele Leone, architetto, ingegnere e pubblicista italiano (n. 1897)
- 1981 - Rudolf Viertl, calciatore austriaco (n. 1902)
- 1982 - Janusz Patrzykont, cestista e allenatore di pallacanestro polacco (n. 1912)
- 1983 - János Flesch, scacchista ungherese (n. 1933)
- 1983 - Shah Nawaz Khan, politico e generale indiano (n. 1914)
- 1983 - David Rounds, attore statunitense (n. 1933)
- 1984 - Ernesto Botto, militare e aviatore italiano (n. 1907)
- 1984 - Joseph May Swing, generale statunitense (n. 1894)
- 1985 - Calvin Jackson, pianista e compositore statunitense (n. 1919)
- 1985 - Jean Ache, fumettista, pittore e illustratore francese (n. 1923)
- 1985 - Hugo Krayenbühl, medico svizzero (n. 1902)
- 1985 - Federico Riu, filosofo venezuelano (n. 1925)
- 1985 - Victor Vicas, regista e sceneggiatore francese (n. 1918)
- 1986 - Gianna Boschi, pittrice italiana (n. 1913)
- 1986 - Antonio Cardile, pittore, scultore e incisore italiano (n. 1914)
- 1986 - Mario Gardini, calciatore italiano (n. 1908)
- 1986 - Edgardo Vaghi, bobbista italiano (n. 1915)
- 1987 - János Bédl, calciatore e allenatore di calcio ungherese (n. 1929)
- 1987 - Ernesto Augusto di Hannover, tedesco (n. 1914)
- 1987 - François Gall, pittore francese (n. 1912)
- 1988 - Wally Borrevik, cestista e allenatore di pallacanestro statunitense (n. 1921)
- 1988 - Rafael Luis Calvo, attore e doppiatore spagnolo (n. 1911)
- 1988 - Maria de Matteis, costumista italiana (n. 1898)
- 1989 - Basil Hayward, allenatore di calcio e calciatore inglese (n. 1928)
- 1989 - Dino Pieraccioni, filologo classico, grecista e grammatico italiano (n. 1920)
- 1989 - R.G. Springsteen, regista statunitense (n. 1904)
- 1990 - Anton Bossi Fedrigotti, scrittore e diplomatico austriaco (n. 1901)
- 1990 - Mike Mazurki, attore e wrestler statunitense (n. 1907)
- 1990 - William A. Owens, scrittore e insegnante statunitense (n. 1905)
- 1991 - Berenice Abbott, fotografa statunitense (n. 1898)
- 1991 - Olga Bondareva, matematica sovietica (n. 1937)
- 1991 - Gustave Dubus, calciatore francese (n. 1910)
- 1992 - Franco Franchi, attore, comico e cantante italiano (n. 1928)
- 1992 - Vincent Gardenia, attore italiano (n. 1920)
- 1992 - Ismet Rizvić, pittore bosniaco (n. 1933)
- 1993 - Salvatore Allegra, compositore e direttore d'orchestra italiano (n. 1897)
- 1993 - Danny Blanchflower, calciatore e allenatore di calcio nordirlandese (n. 1926)
- 1993 - Matt Guokas, cestista statunitense (n. 1915)
- 1993 - Maria Cristina Luinetti, infermiera e militare italiana (n. 1969)
- 1993 - John Wisdom, filosofo inglese (n. 1904)
- 1993 - Saqr III bin Sultan al-Qasimi, sovrano emiratino (n. 1925)
- 1994 - Max Bill, architetto, pittore e scultore svizzero (n. 1908)
- 1994 - Heinz Graffunder, architetto tedesco (n. 1926)
- 1994 - Aristide Marchetti, partigiano, politico e antifascista italiano (n. 1920)
- 1994 - Alex Wilson, velocista e mezzofondista canadese (n. 1907)
- 1995 - Dante Arfelli, scrittore italiano (n. 1921)
- 1995 - Toni Cade Bambara, scrittrice e docente statunitense (n. 1939)
- 1995 - Vivian Blaine, attrice e cantante statunitense (n. 1921)
- 1995 - Mario Brini, arcivescovo cattolico italiano (n. 1908)
- 1995 - Katharine Way, fisica statunitense (n. 1902)
- 1996 - June Carlson, attrice statunitense (n. 1924)
- 1996 - Mary Leakey, archeologa britannica (n. 1913)
- 1996 - Lee Ki-joo, calciatore sudcoreano (n. 1926)
- 1996 - Alain Poher, politico francese (n. 1909)
- 1997 - Tamara Geva, attrice, ballerina e coreografa russa (n. 1907)
- 1997 - John D. Winters, storico e docente statunitense (n. 1916)
- 1998 - Charles Adcock, calciatore inglese (n. 1923)
- 1998 - Manuel Barrenetxea, calciatore spagnolo (n. 1924)
- 1998 - Archie Moore, pugile, attivista e attore statunitense (n. 1916)
- 1999 - Angelo Brigada, compositore, paroliere e direttore d'orchestra italiano (n. 1912)
- 1999 - František Ipser, calciatore cecoslovacco (n. 1927)
- 1999 - Jakov Ryl'skij, schermidore sovietico (n. 1925)
- 2000 - Billie Yorke, tennista britannica (n. 1910)

## XXI secolo(129)
- 2001 - Armando Grottini, regista italiano (n. 1909)
- 2001 - Antonio Mauro, arcivescovo cattolico italiano (n. 1914)
- 2001 - George Young, allenatore di football americano e dirigente sportivo statunitense (n. 1930)
- 2002 - Shigeru Chiba, giocatore di baseball e allenatore di baseball giapponese (n. 1919)
- 2002 - Mary Hansen, cantante, chitarrista e batterista australiana (n. 1966)
- 2002 - Nino Tirinnanzi, pittore italiano (n. 1923)
- 2003 - Keith McCreary, hockeista su ghiaccio canadese (n. 1940)
- 2003 - Paul Simon, politico statunitense (n. 1928)
- 2003 - Norm Sloan, cestista e allenatore di pallacanestro statunitense (n. 1926)
- 2004 - Lea De Mae, tuffatrice e attrice pornografica ceca (n. 1976)
- 2004 - Paul Edwards, filosofo statunitense (n. 1923)
- 2004 - Jimmy Gauld, calciatore scozzese (n. 1931)
- 2004 - Dr. Wagner, wrestler messicano (n. 1936)
- 2005 - Silvio Domini, scrittore e storico italiano (n. 1922)
- 2005 - Ron Filipek, cestista statunitense (n. 1944)
- 2005 - Casimir Grotnik, vescovo vetero-cattolico polacco (n. 1935)
- 2005 - Luciano Mauri, editore italiano (n. 1929)
- 2005 - Eunice Norton, pianista statunitense (n. 1908)
- 2005 - György Sándor, pianista ungherese (n. 1912)
- 2005 - Robert Sheckley, scrittore statunitense (n. 1928)
- 2005 - Felice Spadaccini, politico italiano (n. 1921)
- 2006 - Alberto D'Aguanno, giornalista e conduttore televisivo italiano (n. 1964)
- 2006 - Ernesto Gutiérrez, calciatore argentino (n. 1927)
- 2006 - Andrej Lomakin, hockeista su ghiaccio russo (n. 1964)
- 2007 - Gwen Crellin, britannica (n. 1917)
- 2007 - Henri Debehogne, astronomo belga (n. 1928)
- 2007 - John Rennicke, cestista e giocatore di baseball statunitense (n. 1929)
- 2007 - Kurt Schmied, calciatore austriaco (n. 1926)
- 2008 - Giuseppe Botta, politico italiano (n. 1925)
- 2008 - Ibrahim Dossey, calciatore ghanese (n. 1972)
- 2008 - Jurij Nikolaevič Glazkov, cosmonauta sovietico (n. 1939)
- 2008 - Dražan Jerković, calciatore, allenatore di calcio e dirigente sportivo croato (n. 1936)
- 2008 - José María Larrauri Lafuente, vescovo cattolico spagnolo (n. 1918)
- 2008 - Karl Ferdinand Werner, storico tedesco (n. 1924)
- 2009 - Antonio Acri, politico italiano (n. 1942)
- 2009 - Gene Barry, attore statunitense (n. 1919)
- 2009 - Rodrigo Carazo Odio, politico costaricano (n. 1926)
- 2009 - Kjell Eugenio Laugerud García, generale e politico guatemalteco (n. 1930)
- 2009 - Fausto Oneta, fumettista italiano (n. 1937)
- 2009 - Eddie Pacheco, cestista e calciatore filippino (n. 1936)
- 2010 - Rodolfo Ayup, cestista messicano (n. 1926)
- 2010 - Bruna Dradi, partigiana italiana (n. 1927)
- 2010 - Chuck Jordan, designer statunitense (n. 1927)
- 2010 - Alexander Kerst, attore e doppiatore austriaco (n. 1924)
- 2010 - James Moody, sassofonista e flautista statunitense (n. 1925)
- 2010 - John Eleuthère du Pont, filantropo e criminale statunitense (n. 1938)
- 2010 - Fausto Sarli, stilista italiano (n. 1927)
- 2010 - Thorvald Strömberg, canoista finlandese (n. 1931)
- 2010 - Boris Tiščenko, compositore e pianista russo (n. 1939)
- 2011 - Furio Diaz, storico e politico italiano (n. 1916)
- 2011 - Lionetto Fabbri, regista italiano (n. 1924)
- 2011 - Maria Magnani Noya, politica italiana (n. 1931)
- 2011 - Hans Maršálek, partigiano austriaco (n. 1914)
- 2011 - Len Phillips, calciatore inglese (n. 1922)
- 2012 - Patrick Moore, astronomo inglese (n. 1923)
- 2012 - Anat Gov, drammaturga israeliana (n. 1953)
- 2012 - Ivan Ljavinec, vescovo cattolico ceco (n. 1923)
- 2012 - Roberto Massi, docente e politico italiano (n. 1931)
- 2012 - André Nelis, velista belga (n. 1935)
- 2012 - Ataa Oko, artista ghanese (n. 1919)
- 2012 - Jenni Rivera, cantante messicana (n. 1969)
- 2012 - Charles Rosen, pianista, musicologo e scrittore statunitense (n. 1927)
- 2012 - Riccardo Schicchi, regista, fotografo e imprenditore italiano (n. 1953)
- 2012 - Norman Joseph Woodland, ingegnere e inventore statunitense (n. 1921)
- 2013 - Eleanor Parker, attrice statunitense (n. 1922)
- 2013 - Matteo Pellicone, dirigente sportivo italiano (n. 1935)
- 2013 - Lloyd Pye, scrittore statunitense (n. 1946)
- 2014 - Dave Behrman, giocatore di football americano statunitense (n. 1941)
- 2014 - Jan Driehuis, cestista e allenatore di pallacanestro olandese (n. 1936)
- 2014 - Dandolo Flumini, calciatore e allenatore di calcio italiano (n. 1918)
- 2014 - Robert Kinoshita, effettista e scenografo statunitense (n. 1914)
- 2014 - Jorge María Mejía, cardinale e arcivescovo cattolico argentino (n. 1923)
- 2014 - Mary Ann Mobley, modella e attrice statunitense (n. 1939)
- 2014 - Blagoje Paunović, calciatore jugoslavo (n. 1947)
- 2014 - Svetlana Semёnova, saggista, filosofa e storica della letteratura russa (n. 1941)
- 2015 - Carlo Furno, cardinale e arcivescovo cattolico italiano (n. 1921)
- 2015 - Gheorghe Gruia, pallamanista e allenatore di pallamano rumeno (n. 1940)
- 2015 - Lawrence Harrison, politologo statunitense (n. 1932)
- 2015 - Akiyuki Nosaka, scrittore, cantante e paroliere giapponese (n. 1930)
- 2015 - Igino Rizzi, saltatore con gli sci italiano (n. 1924)
- 2015 - Julio Terrazas Sandoval, cardinale e arcivescovo cattolico boliviano (n. 1936)
- 2015 - Henk Zanoli, avvocato olandese (n. 1923)
- 2016 - Lawrence Demmy, danzatore su ghiaccio britannico (n. 1931)
- 2016 - Mario Milano, wrestler e attore italiano (n. 1935)
- 2016 - Antonio Piccininno, cantante italiano (n. 1916)
- 2016 - Ludwig Siebert, bobbista tedesco (n. 1939)
- 2017 - Marisa Belli, attrice italiana (n. 1933)
- 2017 - Lando Fiorini, attore, cantante e cabarettista italiano (n. 1938)
- 2017 - José Giarrizzo, calciatore argentino (n. 1933)
- 2017 - Benjamin Massing, calciatore camerunese (n. 1962)
- 2017 - Girolamo Zanconato, presbitero italiano (n. 1924)
- 2017 - Tom Zenk, wrestler e culturista statunitense (n. 1958)
- 2018 - Eric Anderson, cestista statunitense (n. 1970)
- 2018 - Tim Bassett, cestista statunitense (n. 1951)
- 2018 - Robert Bergland, politico statunitense (n. 1928)
- 2018 - William Blum, giornalista, scrittore e storico statunitense (n. 1933)
- 2018 - Riccardo Giacconi, astrofisico italiano (n. 1931)
- 2018 - Yumiko Shige, velista giapponese (n. 1965)
- 2019 - Marie Fredriksson, cantante svedese (n. 1958)
- 2019 - Lanfranco Malaguti, chitarrista italiano (n. 1949)
- 2019 - Omar Domingo Rubens Graffigna, generale argentino (n. 1926)
- 2020 - Gordon Forbes, tennista sudafricano (n. 1934)
- 2020 - Vjačaslaŭ Kebič, politico e ingegnere sovietico (n. 1936)
- 2020 - Sean Malone, musicista, bassista e teorico della musica statunitense (n. 1970)
- 2020 - Alex Olmedo, tennista peruviano (n. 1936)
- 2020 - Ray Perkins, giocatore di football americano e allenatore di football americano statunitense (n. 1941)
- 2020 - Carlo Repetti, drammaturgo e direttore teatrale italiano (n. 1947)
- 2020 - Paolo Rossi, calciatore italiano (n. 1956)
- 2020 - Mohammad Yazdi, politico iraniano (n. 1931)
- 2021 - Julie Brougham, cavallerizza neozelandese (n. 1954)
- 2021 - Giosuè Ligios, politico italiano (n. 1928)
- 2021 - Otar Patsatsia, politico, ingegnere e dirigente d'azienda georgiano (n. 1929)
- 2021 - Demaryius Thomas, giocatore di football americano statunitense (n. 1987)
- 2021 - Al Unser, pilota automobilistico statunitense (n. 1939)
- 2021 - Lina Wertmüller, regista, sceneggiatrice e scrittrice italiana (n. 1928)
- 2021 - Cara Williams, attrice statunitense (n. 1925)
- 2021 - Maryse Wolinski, giornalista e scrittrice francese (n. 1943)
- 2022 - Giovanni Costariol, calciatore italiano (n. 1937)
- 2022 - Gian Carlo Ferretti, critico letterario e storico italiano (n. 1930)
- 2022 - Jonathan Goldberg, critico letterario e anglista statunitense (n. 1943)
- 2022 - Qamar Gula, cantante afghana (n. 1952)
- 2022 - Mihály Huszka, sollevatore ungherese (n. 1933)
- 2022 - Joseph Kittinger, aviatore statunitense (n. 1928)
- 2022 - Ruth Madoc, attrice britannica (n. 1943)
- 2023 - Maksim Huscik, sciatore freestyle bielorusso (n. 1988)
- 2023 - Carles Soler Perdigó, vescovo cattolico spagnolo (n. 1932)
- 2023 - Frank Wycheck, giocatore di football americano statunitense (n. 1971)
- 2024 - Costantino Berlenghi, generale italiano (n. 1933)
- 2024 - Nikki Giovanni, scrittrice, poetessa e attivista statunitense (n. 1943)

## Senza anno specificato(1)
- Matteo Capranica, compositore e organista italiano (n. 1708)